# زهور الكمش
زهور الكمش (ولدت في 15 مارس 1973 في تيفلت) عداءة مغربية تنافس في ركض المسافات الطويلة من 3000 متر حتى الماراثون. مثلت بلدها في دورة الألعاب الأولمبية الصيفية 2000.

## مسابقات دولية
| العام       | المسابقة                                    | المكان                   | المركز      | حدث                                        | ملاحظة      |
| يمثل المغرب | يمثل المغرب                                 | يمثل المغرب              | يمثل المغرب | يمثل المغرب                                | يمثل المغرب |
| ----------- | ------------------------------------------- | ------------------------ | ----------- | ------------------------------------------ | ----------- |
| 2000        | بطولة العالم للعدو الريفي 2000              | البرتغال                 | 9th         | سباق قصير                                  |             |
| 2003        | بطولة العالم لألعاب القوى داخل الصالات 2003 | برمنغهام (إنجلترا)       | 5th         | 3000 م                                     |             |
| 2003        | بطولة العالم لألعاب القوى 2003              | باريس                    | 14th        | 5000 م                                     |             |
| 2003        | نهائي ألعاب القوى العالمي 2003              | مونت كارلو، موناكو       | 7th         | 3000 م                                     |             |
| 2004        | ماراثون روتردام                             | روتردام، هولندا          | 1st         | ماراثون                                    |             |
| 2005        | ألعاب البحر الأبيض المتوسط 2005             | ألمرية، إسبانيا          | 1st         | نصف ماراثون                                |             |
| 2005        | بطولة العالم لألعاب القوى 2005              | هلسنكي                   | —           | بطولة العالم لألعاب القوى – ماراثون المرأة |             |
| 2006        | بطولة العالم للعدو الريفي 2006              | فوكوكا (فوكوكا)، اليابان | 7th         | سباق قصير                                  |             |
| 2006        | بطولة العالم للعدو الريفي 2006              | فوكوكا (فوكوكا)، اليابان | 4th         | فريق                                       |             |

## الإنجازات الشخصية
- 1500 متر - 4:08.09 (1999)
- 3000 متر - 8:34.85 (2003)
- 5000 متر - 14:42.53 (2003)
- 10,000 متر - 33:01.29 (2001)
- نصف الماراثون - 1:11:47 (2004)
- ماراثون - 2:26:10 (2004)